# Ètnia hopi
Els hopi són una tribu reconeguda federalment d'amerindis dels Estats Units de parla uto-asteca i de cultura pueblo, el nom de la qual ve de hopitu "bo". Són un total de 12 llogarrets que viuen en tres cims de farallons:
- East Mesa, amb els pobles Hualpi, Sichumovi, Hano i Polacca.
- Middle Mesa, amb els pobles Shumopovi, Shnipaulovi, Mishongnovi i Moenkopi
- Third Mesa, amb els pobles d’Oraibi, Hotavila, Bakavi i Kykötcmovi o New Oraibi.

## Localització geogràfica
Viuen a la frontera entre Arizona i Nou Mèxic, en el riu Little Colorado. La Reserva Hopi d'1.500.000 acres (6.000 km²) és envoltada totalment pel molt més gran reserva Navajo Les dues nacions usades per compartir l’àrea d'ús comú Navajo-Hopi, però això ha estat una font de conflicte. La partició d'aquesta zona, coneguda com a Big Mountain, Arizona, per les lleis del Congrés el 1974 i 1996, també ha donat lloc a la controvèrsia de llarg termini. La capital és Moenkopi, i Second Mesa la seu del Hopi Cultural Center, on es venera la kachina.

## Demografia
Potser eren 20.000 el 1540, però foren reduïts a 2.000 el 1900. Augmentaren progressivament de 3.685 el 1940 a 6.500 el 1960 (dels quals 5.000 parlaven la llengua), 7.900 el 1980, 8.500 el 1980 i 9.000 el 1988. El 1995 eren 10.000 individus. Segons dades de la BIA del 1995, a la reserva Hopi d'Arizona hi vivien 6.339 individus, però en el rol tribal n'hi havia censats 9.675. Pel que fa al cens dels EUA del 2000, hi havia 11.111 hopis purs, 1.919 barrejats amb altres tribus, 1.794 hopis barrejats amb altres races i 452 hopis i altres tribus barrejats amb altres races, en total 15.275 individus.

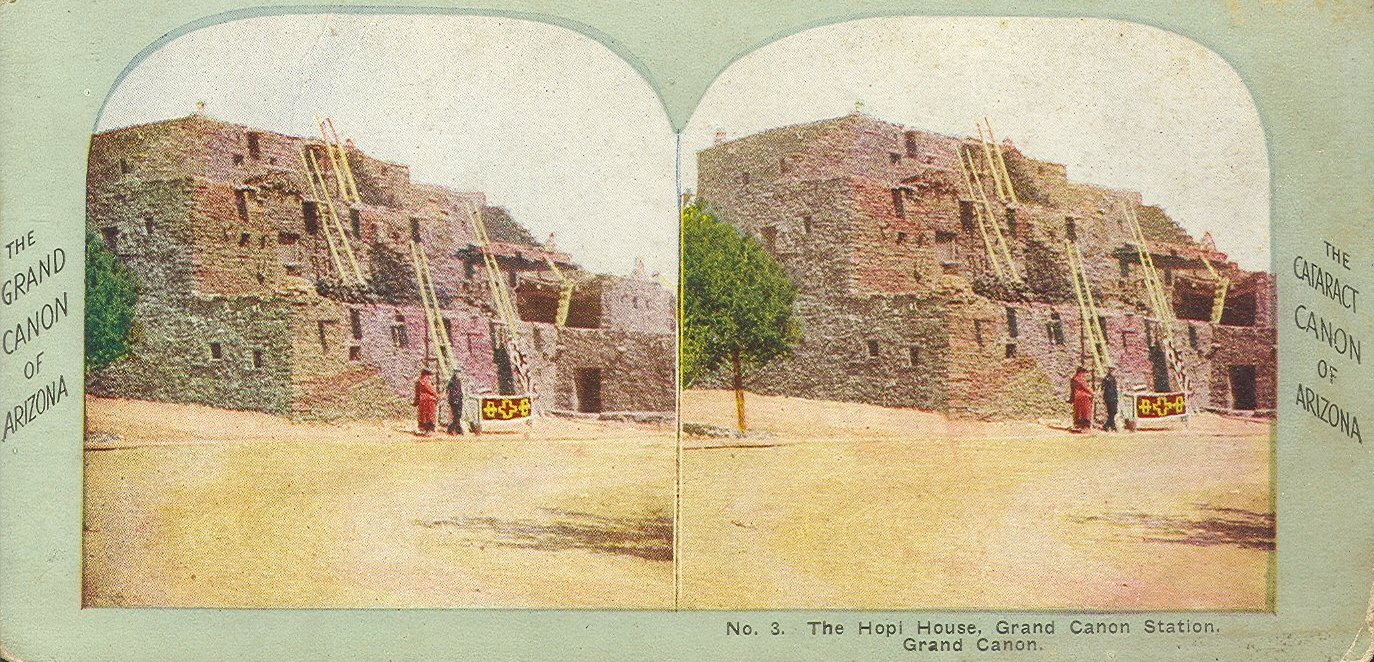
Casa hopi vora el Gran Canyó, 1900

## Costums
La seva societat recorda l'europea del segle xii. Llurs cases consten de diversos pisos amb sostre pla i construïts d'adob o de pedra, i amb capacitat per a allotjar diverses famílies. Els edificis s'amunteguen al voltant d'una plaça, i no gaire lluny de certes cambres subterrànies anomenades kiva, destinades a la celebració de cerimònies socials i religioses. Es dedicaven a l'agricultura, i conreaven cereals, faves, melons i carabasses fent servis estris primitius com l'aixada i el rasclet. Aquest treball era força difícil per la duresa del clima desèrtic i la manca d'aigua, cosa que determinarà molts dels punts de vista de l'organització social hopi.
Vivien de la llet de cabra i dels fesols.

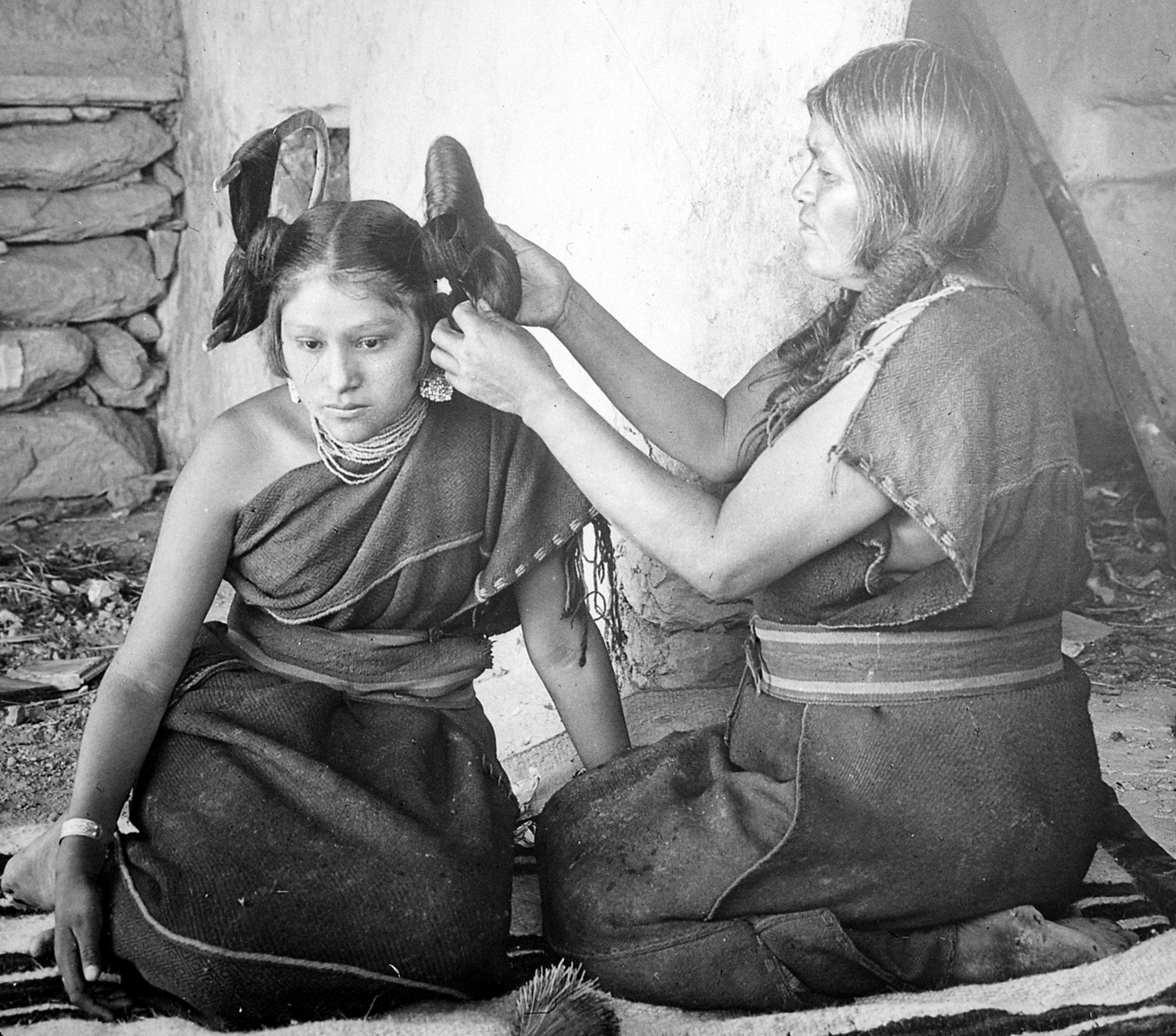
Noia hopi amb pentinat de soltera

Es dividien en 30 clans matrilocals a Oraibi. La genealogia segueix la línia materna. En un poble hi ha grups nombrosos d'individus, el parentiu dels quals es remunta a una avantpassada comuna. Aquests clans o grups s'anomenen sol, llangardaix, aigua, toixó, etc., i un hopi només podia pertànyer a un. El clan podia intervenir com a unitat en la vida social, i controlava gairebé totes les activitats de l'individu.
El clan era propietari de l'heretat del conreu, i tenia el monopoli de la majoria dels oficis. Un home podia casar-se amb una dona d'un clan diferent, però al matrimoni li corresponia viure en la casa del clan d'ella, encara que l'hagi construït l'home, i els camps que conrein seran els d'aquell mateix clan. Després de les noces, l'afiliació del baró al clan d'origen seu es limitarà en la pràctica a qüestions cerimonials, i amb algunes restriccions, també a les polítiques. Cada poblat hopi tenia un Kikmongwi o governador, així com un Qaleetaqa (cap guerrer) i les wuutsim (societats).

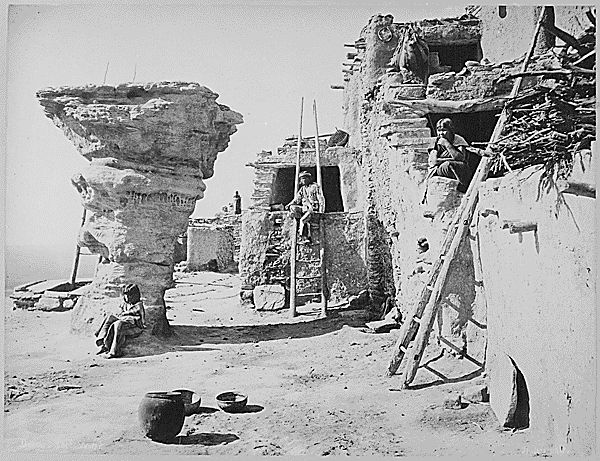
Plaça de Walpi a First Mesa

Encara que no era prohibida la poligàmia sempre que el marit disposés de recursos, l'obligació de residència i les usances laborals vinculades al matrimoni la feien impracticable. I en els pocs casos que es donava, les dues mullers eren germanes. El matrimoni se celebrava amb intercanvi de regals.
Els estris d'una família hopi podien incloure objectes grossos de transport dificultós, com les pedres de molí o grans atuells per a aigua o farina, fets de terrissa. L'aigua sempre era escassa als poblats, i els doens la carregaven sempre que calia, fins i tot des de molt lluny.
Hom no practicava l'infanticidi, malgrat la qual cosa la mortalitat infantil era elevada, ja que sovintejaven les malalties i la dieta de melons i cereals poc madurs. Als hopi els inquietava tant la mort que amb prou feines en feien esment. Al funeral hi assistien uns quants familiars, i se li ofereixen al difunt aliments, queviures i aigua, i es dipositen a la vora del sepulcre. Creien en els esperits dels avantpassats del clan, anomenats kachina, i aquesta fe es reflectia en un cicle anyal de dances representatives.
La majoria dels objectes naturals tenien esperit, i els esdeveniments més ordinaris de la vida hopi exigien un ritual minuciós. Masau’u era el déu de la terra i el foc, rei de l'inframon. Celebraven el soyal o Solstici d'Hivern, i la seva llegenda sobre el diluvi universal parla d'una gran terra amb grans ciutats on florien les arts. Allí la gent es va corrompre i esdevingué bel·licosa, i com a càstig fou destruïda per una inundació. El principal esdeveniment anyal és la Dansa de la Serp; els dansaires agafen serps i ballen tot sostenint-les amb les dents. La serp simbolitzava el poder que emergeix de les regions inferiors a les superiors. Una altra dansa important era la niman k’atchina, que simbolitzava la partença dels déus i llur retorn en esperit mentre llurs imatges dansaven.

## Història
Sembla que són descendents d'un grup molt afí als utes que es traslladà al SO i evolucionà amb la cultura dels cliff dwellers i d'Anasazi (500 aC). Es calcula que Oraibi fou fundada el 1125. Foren visitats el 1541 per l'espanyol Vázquez de Coronado, qui hi envià Pedro de Tovar, qui fou molt ben rebut a Oiraibi i Tawtoma perquè el confongueren amb Pahaña, el germà blanc que havia de tornar. Però el 1598 foren sotmesos a Espanya per Oñate, i el 1629-1641 van rebre la visita dels missioners, qui hi fundaren les missions de San Bernardino (Awatoni), San Miguel (Oraibi) i San Bartolomé (Shongopovi). També havien estat visitats el 1583 per Antonio de Espejo, qui hi cercava or, i sovint foren invadits per apatxes i navahos rampinyaires.
El 1680 participaren en la revolta general dels pueblo fins al 1698, i el 1701 destruïren la vila cristianitzada d'Awatovi, amb suport paiute. Per això, els missioners no hi tornarien fins al 1775.
Quan Mèxic s'independitzà el 1821, tot el seu territori passà a la sobirania teòrica mexicana, però el 1832 hagueren d'enviar tropes per reformar-los i sotmetre'ls. Pel Tractat de Guadalupe Hidalgo del 1848 passaren a formar part dels EUA, i a les noves escoles creades pels nord-americans els prohibiren l'ús de la llengua.
El 1869 els EUA hi enviaren un agent indi especial, cosa que facilitaria que el 1882 rebessin una petita reserva de 10.006 km². El 1883 la meitat de la població hopi morí en una epidèmia de verola. I el 1900 aconseguiren que Moenkopi fos inclosa en la seva reserva. El 1934 el seu cabdill Talayesva/Sun Chief va proposar tornar a les antigues tradicions, i el 1967 Thomas Banyaca partí de les antigues tradicions per predicar la pau i el retorn de la puresa abans de la fi del món. Nampeyo (1859-1942) va revalorar la terrisseria hopi.
El 1949 enviaren una carta el president Harry S. Truman tot reclamant els seus drets com a nació sobirana. El 1958 el consell tribal hopi envià un missatge de pau a l'ONU, però no foren rebuts. El 1970 l'Indian Claims Commission establí que havien de rebre 1,8 milions d'acres per les terres donades als navajo, però el 1974 els aplicaren per força una llei sobre drets minaires. El 1986, però, van emprendre nove accions judicials minaires i per terres, que els ajudaren a finançar amb els navajo el film Broken Rainbow sobre llur situació. Tot i que han estat molt afectats per l'alcoholisme, el consumisme i la tasca dels missioners, encara mentenen bona part dels seus antics costums.

## Llista de hopis
- Nampeyo
- Louis Tewanima
- Talayesva
- Michael Kabotie
- Ramson Lomatewama
- Lori Ann Piestewa